# Live in Paris 1975
Live in Paris 1975, Untertitel: Lost ORTF Recordings, Alternativtitel Live in Paris (1975), ist ein Jazzalbum von Pharoah Sanders. Die am 17. November 1975 im Studio 104 in der Maison de la Radio von Radio France in Paris entstandenen Aufnahmen erschienen am 20. März 2020 auf dem Label Transversales Disques.

## Hintergrund
Um 1975 war Pharoah Sanders „ein widerstrebender Star in der Welt des freien und spirituellen Jazz geworden“, schrieb Marcus J. Moore. Er habe nicht versucht, berühmt zu sein; doch nachdem er jahrelang ohne festes Zuhause in New York City gelebt hatte und Blut gespendet hatte, um Lebensmittel zu kaufen, wollte er einfach genug Auftritte organisieren, damit er sich ausreichend zu essen und eine Unterkunft leisten konnte. Die Platten, die Sanders für Impulse! Records in der ersten Hälfte der 1970er Jahre gemacht hat, seien geprägt von Intensität und emotionalem Fokus, aber auch von Zugänglichkeit, notierte Mark Richardson. Bei seinem Auftritt trifft man Sanders und seine Band in einer Zwischenphase an, in der Zeit nach den Impulse!-Produktionen und vor den Platten für Clive Davis’ Label Arista Records, wo er tiefer in R&B vordrang und sogar Disco-Musik streifte. In Paris fand 1975 ein Auftritt in einem Saal in den Studios von Radio France mit einer Kapazität von etwa 800 Sitzplätzen vor einem eingeladenen Publikum statt, in dem auch Live-Auftritte von Cannonball Adderley, Freddie Hubbard und Grant Green zu erleben waren.
Auf dem Album steht Sanders vor einem kurzlebigen und ansonsten nicht aufgenommenen Quartett, zu dem Keyboarder Danny Mixon, Bassist Calvin Hill und Schlagzeuger Greg Bandy gehörten; Hill war auch vorher schon an Tourneen von Sanders beteiligt und an dem Live-Album Elevation (1974). Das Material enthält auch Pharoah Sanders’ bekannten Titel „The Creator Has a Master Plan“. Aus Sanders damals aktuellem Impulse!-Album Love in Us All (1974) gab er „Love Is Everywhere“ als Schlussnummer nach einer Interpretation von Billy Eckstines Ballade „I Want To Talk About You“, die Teil des Repertoires von John Coltrane war.

## Titelliste

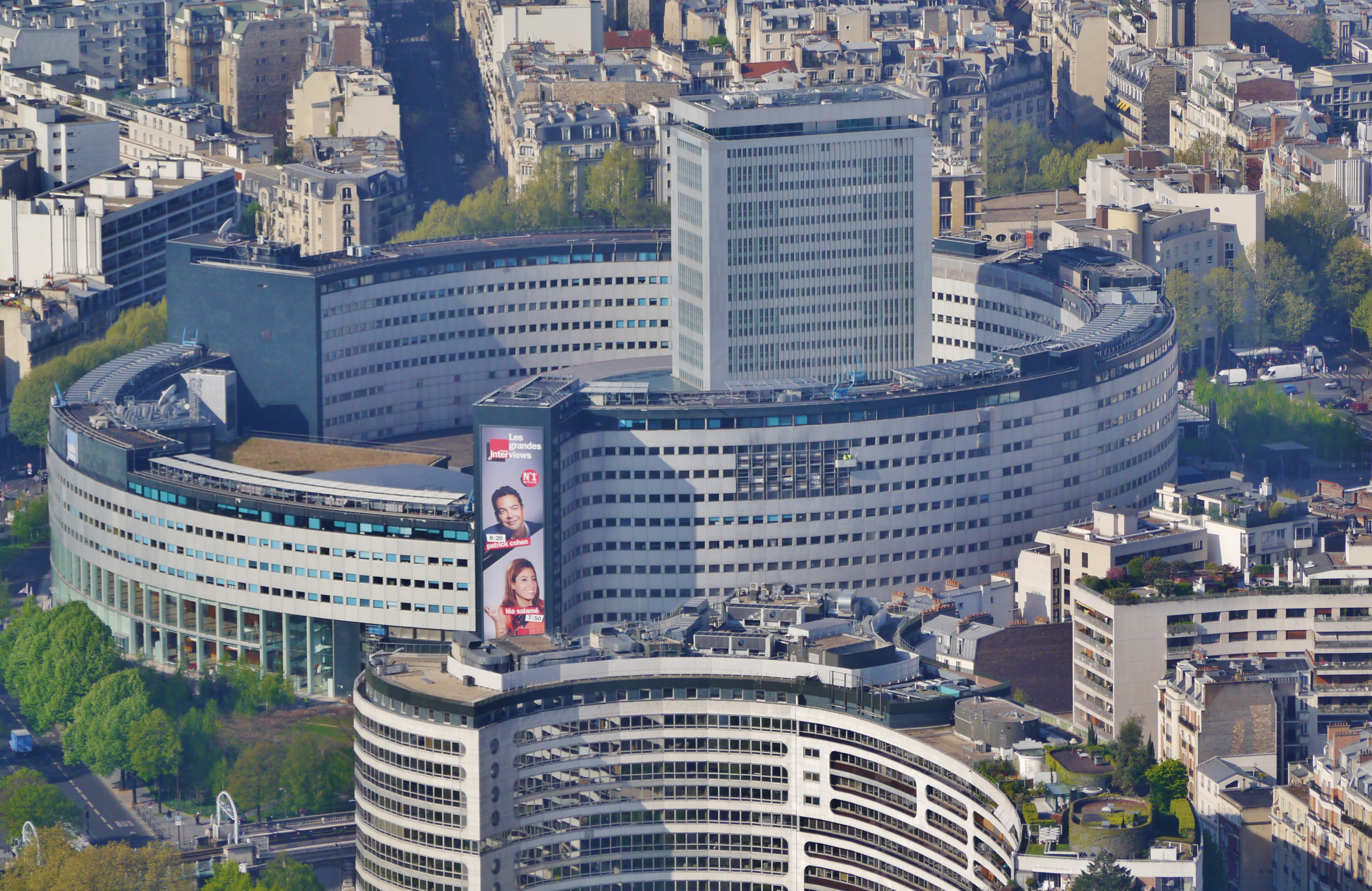
Die Maison de la Radio von Radio France

- Pharoah Sanders: Live in Paris (1975) (Lost ORTF Recordings) (Transversales Disques TRS15, INA – TRS15)

1. Love Is Here : Part 1 6:11
2. Love Is Here : Part 2 7:35
3. Farrell Tune 7:43
4. The Creator Has a Masterplan 8:53
5. I Want To Talk About You (Billy Eckstine) 4:51
6. Love Is Everywhere 8:25

Sofern nicht anders angegeben, stammen alle Kompositionen von Pharoah Sanders.

## Rezeption
Mark Richardson (Pitchfork Media) meinte, die Essenz von Sanders’ Musik in dieser Zeit sei ein aus zwei Akkorden bestehender Vamp gewesen. Dies wäre nicht die einzige Struktur gewesen, die er benutzt habe; auch übernahm er gelegentlich Standards oder Melodien aus dem Repertoire von John Coltrane. Die meisten Stücke auf „Live in Paris (1975)“ seien aus einfachen Basslinien von Calvin Hill gebaut, und der Pianist Danny Mixon schwanke mit einigen Variationen zwischen zwei Akkorden hin und her. Musik, die minutenlang mit nur zwei sich wiederholenden Akkorden weitergeht, schaffe eine besondere Stimmung, so der Autor. Mit jedem Takt baue sich eine Spannung auf und löse sich, aber die Stimmung sei offen und locker und erinnere an träumerische Bilder – „Bäume, die sich vor einem Autofenster bewegen, Wellen, die gegen ein Ufer krachen. Ein Vamp mit zwei Akkorden suggeriert Reisen, aber es fühlt sich nie so an, als würde es irgendwohin gehen. Auf die Reise und nicht auf das Ziel kommt es an.“

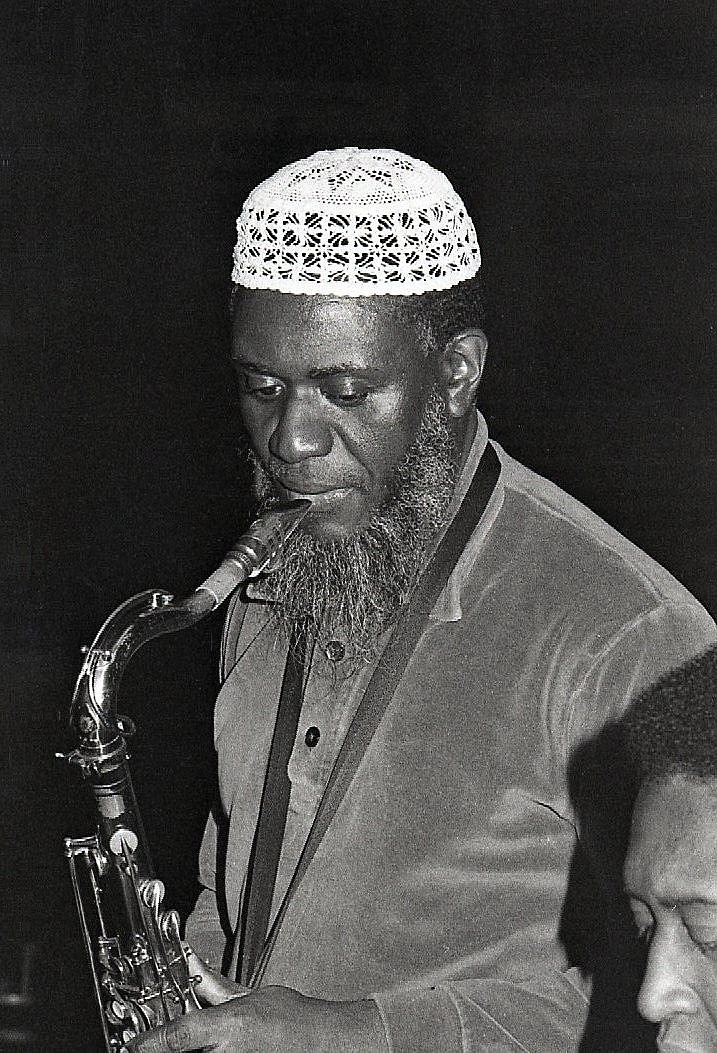
Pharoah Sanders (1981)

Nach Ansicht von Dean Van Nguyen (Bandcamp Daily) fängt der Mitschnitt das Quartett in atemberaubender Form ein. Acht Jahre nach dem Tod John Coltranes und am Ende seiner eigenen großartigen Zeit bei Impulse! zeige Sanders seine Vorliebe dafür, Melodien mit gewagtem Experimentieren zu verbinden: „Farrell Tune“ enthalte einige charakteristische halb jodelnde, halb tierische Schreie. Dann gebe es die verkürzte Version seiner berühmten Komposition „The Creator Has a Master Plan“ (vom Album Karma, 1969); das Lied sei in dieser Version sonnig, und Mixons Klavierakkorde scheinen fast kommerzielle House-Musik vorwegzunehmen, bevor Sanders’ Saxophon einen kakophonen Dunst signalisiere, der in düstere Orgelmelodien zerfalle. Beim letzten Titel „Love is Everywhere“ beschließen enthusiastische Rufe des Songtitels an das Publikum den Auftritt mit einer herzlichen Demonstration der Zuneigung. Unter den sogenannten „verlorenen“ Live-Alben, die in den letzten Jahren aufgetaucht sind, mache Live in Paris 1975 das, was ein solches Projekt tun sollte: Es stärke den Nachruhm eines großen Mannes.
Ebenfalls in Bandcamp Daily schrieb Marcus J. Moore, der Bandleader klinge überraschend zurückhaltend und lasse andere die Führung übernehmen, indem er etwas Dampf aus seinem Horn nehme. Es sei fast sanfter Jazz, bevor das wirklich eine Sache war, und Sanders gebe einen weicheren Ton ab, der andeute, wohin er in den späten 1970er-Jahren musikalisch gegangen ist. Doch im abschließenden Titel „Love Is Everywhere“ gehe die Band doch noch los. Das Lied beginnt mit einem Mantra, das sich, wenn es mehrmals in acht Minuten wiederholt wird, wie ein Segen in einer alten südlichen Baptistenkirche anmute. Gegen Ende, als sich das Arrangement auflöst, breche die Menge in tosendem Applaus aus. „Es ist unklar, ob sie sich alle zu seiner Welle der Spiritualität bekehrt haben, aber aufgrund der rohen Emotionen der Nacht müssen sich einige neue Fans an seinem kreativen Altar verpflichtet haben“, so das Resümée des Autors.
Nach Ansicht von Chris May, der das Album in All About Jazz vorstellte, sei es lobenswert, dass 2019/20 drei Sanders-Alben veröffentlicht oder in einem Fall neu aufgelegt wurden, die die Kriterien für künstlerische und Klangqualität sowie ethische Aspekte erfüllen. Hardcore-Kenner von Sanders fänden in Live in Paris (1975) eine lohnende Ergänzung ihrer Sammlung.